# Bangkok Dangerous (pel·lícula de 2008)
Bangok Dangerous és un remake estatunidenc estrenat el 2008. La pel·lícula es basa en el film homònim d'acció i suspens tailandès de 1999 dirigida pels germans Oxide Pang Chun i Danny Pang, encarregats també de dirigir aquest remake. En el repartiment destaca la presència de Nicolas Cage com a actor principal.

## Argument
Joe (Nicolas Cage) és un dels millors assassins a sou, destacat per la seua discreció i facilitat per a assolir els objectius dels seus clients sense deixar rastre. En un dels seus treballs haurà de viatjar a Bangkok contractat per un gàngster local. Per assolir eliminar els quatre l'objectius indicats amb èxit, Joe contractarà a un lladre d'estar per casa anomenat Kong (Shahkrit Yamnarm) amb la finalitat d'usar-lo i matar-lo a l'acabar el treball, no obstant això, la simpatia del jove tailandès truncarà la seua intenció inicial, fet que no serà ben vist pel gàngster que li va contractar, decidint capturar-li, deslligant la ira de Joe.

## Repartiment
- Nicolas Cage com Joe.
- James With com Chicago.
- Charlie Yeung com Fon.
- Philip Waley com a agent Van Driver.
- Shahkrit Yamnarm com Kong.
- Shaun Delaney com pare de Joe.
- Panward Hemmanee com Aom.
- Dom Hetrakul com	Aran.